# Crioa oostigma
Crioa oostigma är en fjärilsart som beskrevs av Turner 1930. Crioa oostigma ingår i släktet Crioa och familjen nattflyn. Inga underarter finns listade i Catalogue of Life.